# El cuirassat Potemkin
El cuirassat Potemkin (en rus: Бронено́сец Потёмкин, transcrit al català: Bronenóssets Potiomkin, literalment 'El cuirassat Potemkin') és una pel·lícula muda dirigida pel cineasta soviètic rus Serguei Eisenstein, produïda per Mosfilm i estrenada el 1925. És considerada una de les grans obres mestres de la història del cinema. Ha estat subtitulada al català.

## Nom de la pel·lícula
La pel·lícula porta el nom del vaixell cuirassat Potemkin, anomenat en honor de l'oficial de Caterina II, Grigori Aleksàndrovitx Potiomkin (Григо́рий Алекса́ндрович Потёмкин, 1739–1791). Sovint s'ha transcrit o transliterat el nom de Potiomkin com a Potemkin perquè en rus de vegades s'escriu la lletra "ё" (io) sense la dièresi, fent-la semblar igual a la lletra russa "е" ("é" en català), cosa que pot causar confusió per als no nadius.

## Argument
El cuirassat Potemkin és una pel·lícula basada en fets reals, que van succeir al port d'Odessa, a la mar Negra, a Ucraïna sota l'Imperi rus, durant la setmana del 26 de juny del 1905. La pel·lícula mostra que els mariners del cuirassat estan farts dels maltractaments i vexacions de part dels oficials, i quan se'ls intenta obligar a menjar carn podrida amb cucs, decideixen revoltar-se. Amb el motí del cuirassat arriba la revolució a Odessa i repercutirà en l'Imperi rus.
Plena d'imatges expressives, gairebé com un àlbum fotogràfic, El cuirassat Potemkin representa la magnificació de la figura de les masses i les causes col·lectives.
Va ser estrenada durant la primera dècada de la Revolució Russa (1925) i va significar un rescat de la importància dels fets que van passar en el Potemkin en el procés de la revolució fallida del 1905, que va desembocar en la rebel·lió d'octubre del 1917.
El film està compost de cinc episodis: 
- Homes i cucs (Люди и черви).
- Drama al port (Драма на Тендре), literalment, 'drama a [l'illa de] Tendra'.
- El mort clama venjança (Мёртвый взывает), en què la gent d'Odessa plora la mort del mariner Vakulintxuk, afusellat per haver causat la revolta.
- L'escala d'Odessa (Одесская лестница).
- Trobada amb l'esquadra (Встреча с эскадрой).

Com el mateix Eisenstein explica en el text sobre la Unitat orgànica i pathos en el cuirassat Potemkin, inclòs en el llibre de Georges Sadoul sobre aquest film, la pel·lícula està treballada com un tot orgànic en el qual cadascun dels elements funciona en una composició que uneix el particular en funció del tot. Cadascuna de les parts en les quals pot ser dividida són funcionals en un nivell superior de lectura, és a dir, en la generalitat. És estructurat sobre la base dels cinc actes de la tragèdia grega. Per altra banda, hi destaquen la successió i el canvi constant en les qualitats de l'acció, això genera en l'espectador una emoció (xoc) que el porta a realitzar, mitjançant un procés psicològic, una reflexió intel·lectual d'acord amb el tema proposat.

## Comentaris
El director Eisenstein va rebre la comanda de realitzar aquesta pel·lícula l'any 1925 per commemorar els 20 anys de la revolució fallida.
L'obra representava una nova forma de narració cinematogràfica. Després de la genialitat de Griffith en el treball d'escala de plans, Eisenstein observa una altra funció que pot realitzar la càmera, i introdueix inclinacions de càmera que li donen com a resultat un èmfasi i una sensació diferent del que s'explica.
D'altra banda, es tracta d'una pel·lícula que reflecteix l'esperit de l'època en què és realitzada. En aquest sentit, es valora l'exaltació de l'individu comú, sobretot de l'oprimit que decideix trencar les seves cadenes.
A més a més, aquesta pel·lícula presenta certes característiques particulars:
- Canvia el final històric per un de feliç simbolitzant la fantasia de la revolució bolxevic que tot ho pot.
- Oposa visualment per fer una crida a l'espectador l'horitzontalitat i la verticalitat; i també les ombres dels tsars en contraposició amb els rostres del poble.
- Plans simbòlics i metafòrics. Un exemple és el pla del poble esclafat per l'església i el tsar, per la qual cosa juga amb les perspectives, les mides, les formes, les llums expressionistes, el desordre... També trobem la metàfora del final, en la qual esquinça la mirada d'una noia, crea la ceguesa, igual que la que pretén amb l'espectador.
- Crea certa manipulació temporal gràcies al muntatge; dilata la temporalitat a causa de la multiplicitat d'accions paral·leles (ex: les escales d'Odessa per on baixa el carro del nadó); per la qual també cal una certa manipulació espacial.
- Els actors actuen de forma poc realista, la qual adquireix aquesta característica gràcies al muntatge (influència de Kuleixov).

## L'escena de l'escala d'Odessa

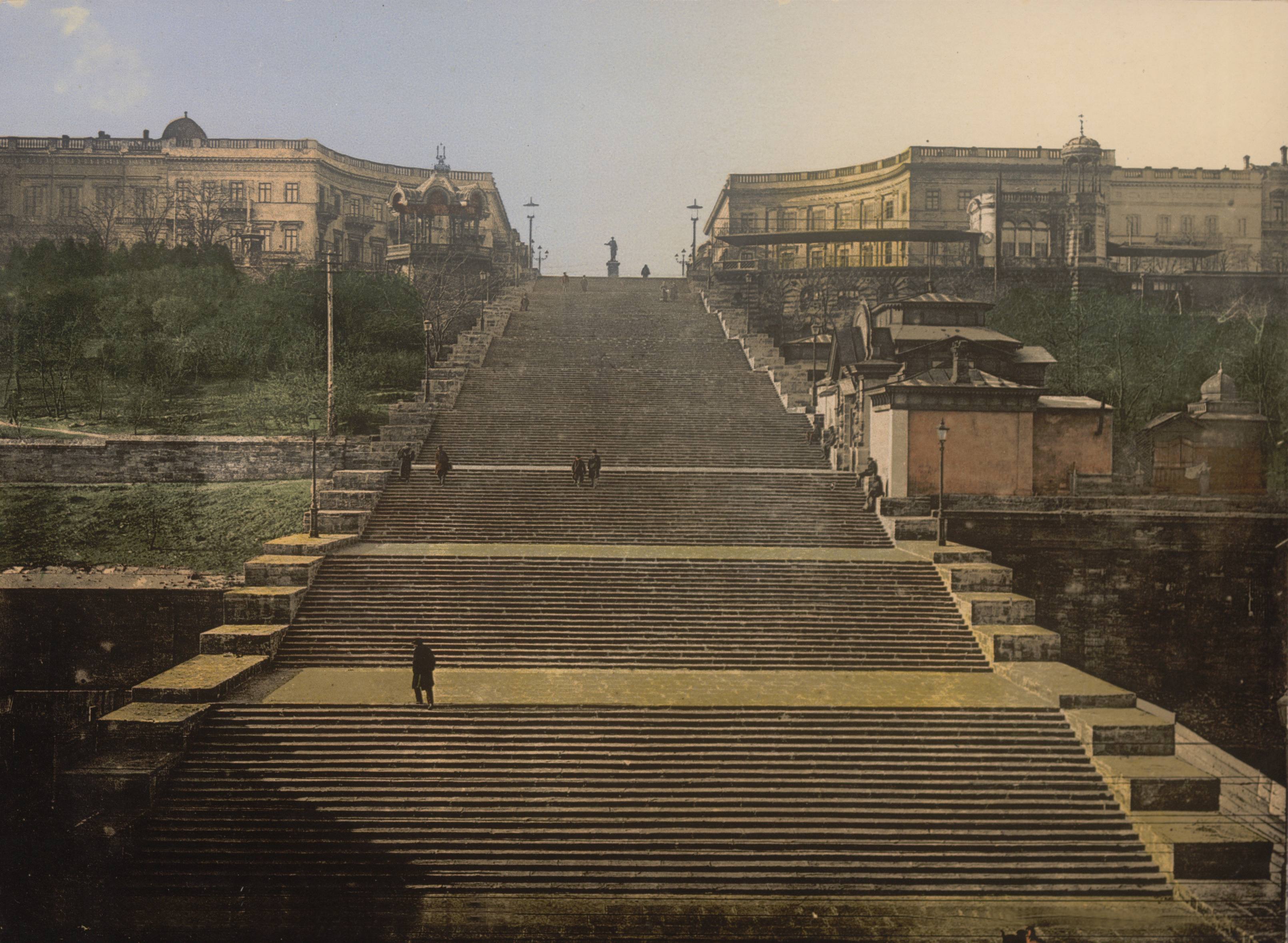
La famosa escala d'Odessa

Una de les escenes més famoses en la història del cinema pertany a aquesta pel·lícula. Descriu el moment en què l'exèrcit del tsar dispara contra el poble innocent per tal de posar fi al suport als rebels. Cal destacar la imatge en què una mare rep un impacte de bala mentre corre empenyent un cotxet de nadó que, en morir la mare, roda escales avall.
Eisenstein usa dues classes de plans amb ritmes diferents en cada situació. L'exèrcit, amb un ritme constant i obsessiu, representa la màquina bel·licista del poder que destrueix el poble indefens. Les imatges del poble són mostrades en plans de diferents durades i desordenats, que ens mostren el caos i el terror dels ciutadans. Tot i que en una seqüència es veuen molt plans paral·lels, Eisenstein ens els mostra l'un rere l'altre perquè puguem veure el detall de tot el quadre.
Durant aquesta escena de gairebé deu minuts de duració, trobem dos-cents plans diferents. El director aconsegueix transmetre la cara del poble contraposant-se a l'exèrcit al servei de la tirania del tsar.
Aquesta escena ha estat homenatjada per directors famosos, com ara Francis Ford Coppola en El Padrí, Brian De Palma en Els intocables d'Eliot Ness o George Lucas en l'últim lliurament de La guerra de les galàxies.
L'escena també ha sigut parodiada per Woody Allen en Bananas, Terry Gilliam en Brazil, i Peter Segal en el tercer lliurament de The Naked Gun.

## Cartells promocionals

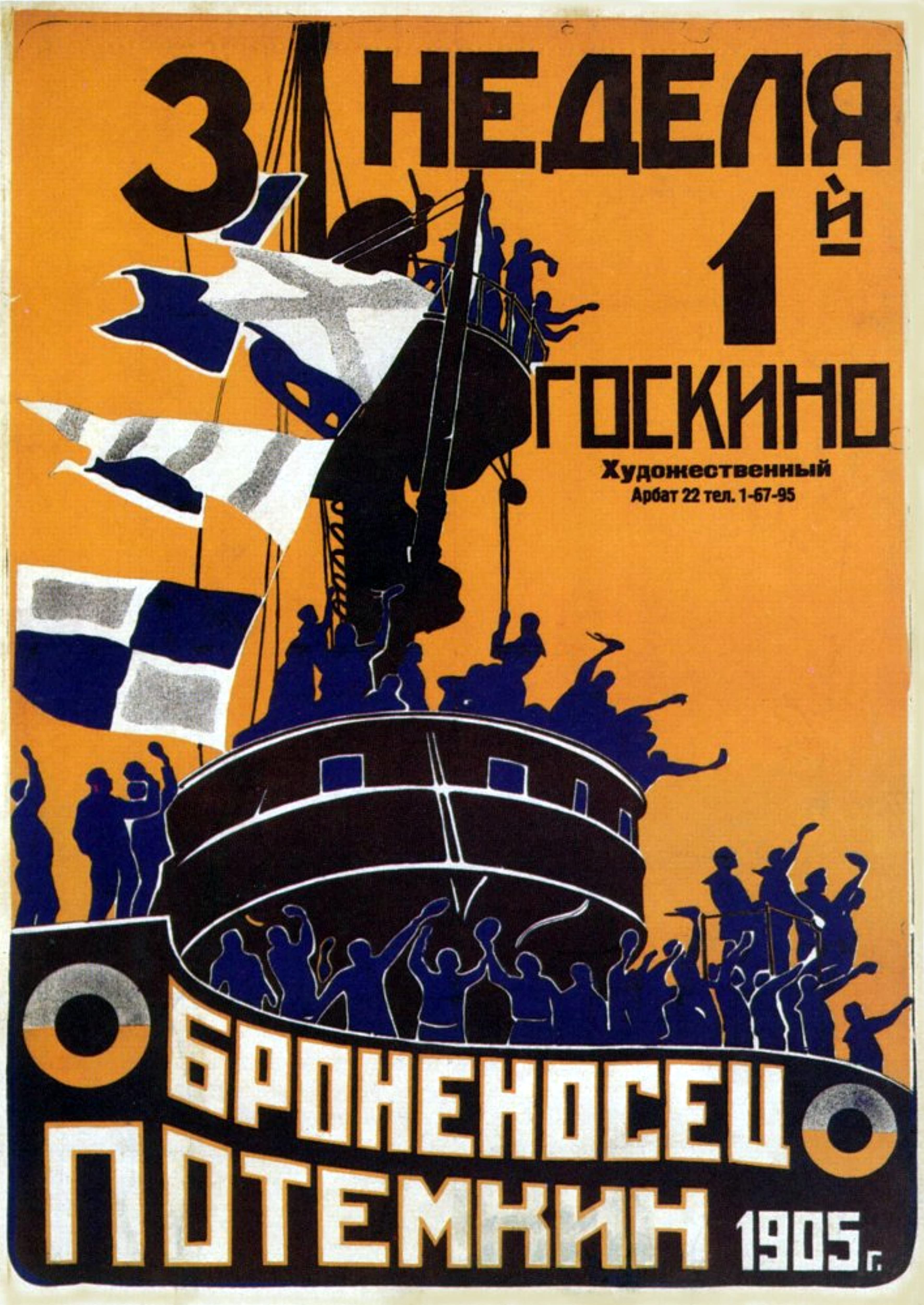
Cartell original (del 1925)
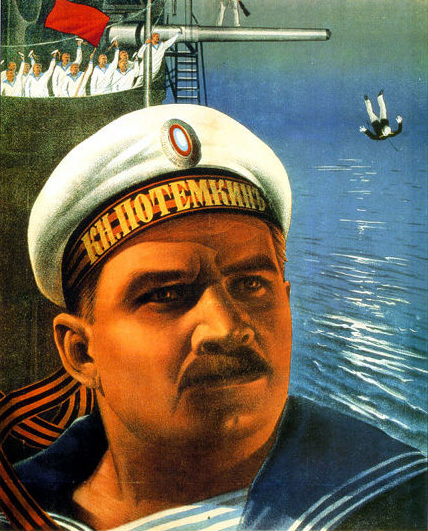
1927